# 日曜劇場 (CBCラジオ)
『日曜劇場』（にちようげきじょう）は、1951年9月9日から1953年10月までの約2年間、中部日本放送運営のCBCラジオで毎週日曜20時から21時に生放送されていたバラエティ番組である。

## 概要
番組は、CBC本社ラジオスタジオでの公開生放送を行っていた。漫才・落語といった各種演芸のほか、ラジオドラマなどの出し物を放送していた。
当初は三木のり平と丹下キヨ子がパーソナリティを務めていた。途中三木に替わって有島一郎がパーソナリティに就き、さらに1952年4月をもって伴淳三郎と清川虹子のコンビに変更された。伴がこの番組で発した「アジャパー」のギャグが人気を博し、また伴と清川の結婚にもつながった。
なお、中部日本放送がテレビ放送（CBCテレビ）の開始後に加盟した、JNN（TBS系列）のドラマ枠『（東芝）日曜劇場』との関連性は特に無い。スポンサーも、東芝ではなく同業他社の三菱電機だった。